# Septuor (Stravinsky)

Le Septuor pour clarinette, basson, cor, piano, violon, alto, violoncelle est un septuor d'Igor Stravinsky. Composé en 1952-53, il fut créé le 23 janvier 1954 par le Columbia Chamber Ensemble dirigé par le compositeur. La partition s'essaie à l'équilibre entre le contrepoint fugué cher à Bach et l'art de la passacaille cher à Anton Webern.

## Analyse
1. Allegro molto (88 à la noire)
2. Passacaille
3. Gigue

- Durée d'exécution : douze minutes.